# Gens Coceya
La gens Coceya (en latín, gens Cocceia) fue un conjunto de familias de origen plebeyo de la Antigua Roma que compartían el nomen Coceyo. La gens se menciona por primera vez hacia el final de la República y es más conocida como la familia a la cual perteneció el emperador Nerva.

## Origen
Según Syme, los Coceyos provienen de Umbría.

## Praenomina
Los Coceyos utilizaron los praenomina Cayo, Lucio, Marco y Sexto, siendo Marco el preferido por los Coceyos Nervas.

## Ramas ycognomina
La única familia de los Coceyos conocida bajo la República tardía llevó el cognomen Nerva. El resto de familias llevaron distintos cognomina que incluyen Auto, Balbo, Genialis, Justo, Nepote, Nigrino, Próculo, Rufino y Vero.